# Quinto (Aragão)
Quinto é um município da Espanha na Província de Saragoça, Comunidade Autónoma de Aragão. Tem 118,4 km² de área e em 2021 tinha 1 937 habitantes (densidade: 16,4 hab./km²).

## Demografia
| Variação demográfica do município entre 1991 e 2004 | Variação demográfica do município entre 1991 e 2004 | Variação demográfica do município entre 1991 e 2004 | Variação demográfica do município entre 1991 e 2004 |
| --------------------------------------------------- | --------------------------------------------------- | --------------------------------------------------- | --------------------------------------------------- |
| 1991                                                | 1996                                                | 2001                                                | 2004                                                |
| 2196                                                | 2152                                                | 2064                                                | 2045                                                |